# كارل ستوكديل
كارل ستوكديل (بالإنجليزية:Carl Stockdale)المعروف أيضا باسم كارلتون ستوكديل (بالإنجليزية:Carlton Stockdale) (مواليد 19 فبراير 1874 - وفيات 15 مارس 1953). ممثل سينمائي أمريكي في عصر السينما الصامتة. كان واحدا من الممثلين المخضرمين في هوليوود الأطول أعمالا، في المهنة التي يعود تاريخها إلى عقد 1910 في وقت مبكر .

## روابط خارجية
- كارل ستوكديل على موقع IMDb (الإنجليزية)
- كارل ستوكديل على موقع قاعدة بيانات الفيلم (الإنجليزية)
- 12 Silent film celebrities connected with the Taylor murder case على يوتيوب
- كارل ستوكديل على موقع فايند أغريف